# Ерёмина, Татьяна Семёновна
Татья́на Семёновна Ерёмина (род. 30 октября 1931, пос. Боярка, Авамский район, Таймырский (Долгано-Ненецкий) АО, Красноярский край, СССР — 26 июля 2005, Норильск, Таймырский (Долгано-Ненецкий) АО, Красноярский край, Российская Федерация) — советский и российский историк, государственный и партийный деятель. 
В 1971—1977 годах — председатель исполнительного комитета Таймырского окружного Совета депутатов трудящихся. Почётный гражданин Таймыра.
Кандидат исторических наук, доцент. Первая в истории долган женщина, получившая учёную степень.

## Биография
Родилась 30 октября 1931 года в посёлке Боярка Авамского района.
Окончила семилетнюю школу Боярки.
В 1951 году окончила Игарское педагогическое училище народов Севера и вернулась в родную школу, где работала учителем начальных классов. Секретарь Таймырского окружного комитета КПСС Барсукова в характеристике, данной Ерёминой для предъявления при поступлении на работу в институт писала: «Свою трудовую деятельность Т. С. Ерёмина начала в 1951 году учительницей начальных классов в Боярской семилетней школе Авамского района, где зарекомендовала себя грамотным, инициативным работником, хорошим общественником… Татьяна Семёновна Ерёмина уделяла внимание поднятию экономики и культуры в округе, на партийной и советской работе проявила себя активным пропагандистом, часто выступала перед населением округа с политическими докладами и лекциями».
В 1953 году стала инструктором Красноярского краевого комитета ВЛКСМ, а в июне 1954 года была назначена заведующей отделом учащейся молодёжи Таймырского окружного комитета ВЛКСМ, позднее там же работала секретарём по идеологической работе.
В том же году поступила на учёбу в Высшую комсомольскую школу.
В сентябре 1958 года поступила в Красноярскую высшую партийную школу, которую окончила в 1962 году в Новосибирске, поскольку туда в 1960 году учебное заведение было переведено из Красноярска. По направлению Красноярского краевого комитета КПСС работала в качестве инструктора Таймырского окружного комитета КПСС. В 1964 году была избрана секретарём Таймырского окружного комитета партии.
В 1971 году окончила аспирантуру Академии общественных наук при ЦК КПСС и защитила диссертацию на соискание учёной степени кандидата исторических наук по теме «Очерк истории Таймырской окружной партийной организации (1930-1940 гг.)». Кандидат исторических наук, доцент кафедры музейного дела и охраны памятников Смоленского государственного института искусств О. Н. Хакимулина в 2013 году вспоминает: «Татьяна Семёновна не раз вспоминала о своём московском житьё-бытьё. Руководителя своего тепло вспоминала. Не раз говорила, что благодаря ему уже на первом году обучения она посмотрела все спектакли в Большом театре, часто ходила в другие театры, музеи, на концерты. Мудрый был человек, понимал, что общий уровень культуры необходим учёному в первую очередь. «Таня, — сказал он ей при первом знакомстве, — Вы должны первый год обучения знакомиться с Москвой, её достопримечательностями. А потом мы будем писать диссертацию…»
В 1971—1977 годах была председателем исполнительного комитета Таймырского окружного Совета депутатов трудящихся. В это время она занималась текущими делами автономного округа, постоянно находилась в командировках, проводила встречи с избирателями, а также выступала с лекциями от общества «Знание». Ю. Ткачёва в 2004 году в докладе на «Таймырских чтениях» отмечала:  «…Тогда, в далёкие 60-70-е годы, председатель исполкома Таймырского окружного Совета депутатов трудящихся, Первый Президент Таймыра, как её тогда называли, жила делами и заботами коренных жителей Таймыра. Она рассказывала, как объезжала весь полуостров, как выбивала в Москве топливо, технику для таймырцев. Однажды только под её имя на Таймыр было доставлено несколько маломерных судов». Несмотря на большую занятость в свободное время Ерёмина работала над монографией «Солнце над Таймыром», где изложила историю долганов, живущих в тундре в суровых условия крайнего Севера. Кандидат философских наук, доцент и заведующий кафедрой философско-исторических и социально-экономических наук  Норильского государственного индустриального института Т. А. Смирнов в 2013 году говоря об этом труде Ерёминой отмечал, что он  уникален и в отечественной науке нет ничего подобного ему, поскольку исследовательница сумела собрала воедино под одной обложкой различные разрозненные данные и показать вживую воплощение идеи коллективизации на Таймыре. По мнению Смирнова она хорошо разбиралась в предмете исследования, поскольку обладала огромным личным опытом партийной работы. И хотя он отмечает, что сегодня данная работа может вызвать неоднозначное отношение из-за того, что партийная политика тех лет осуществлялась в СССР в целом на Таймыре в частности жёсткими способами, но в то же время указывает на то, что нельзя не учитывать тот факт, что благодаря социально-экономической деятельности советской власти коренные малочисленные народы Таймыра получили образование и медицину. В свою очередь доктор экономических наук, профессор, декан факультета электроэнергетики, экономики и управления Норильского государственного индустриального университета  Е. В. Майорова в 2013 году  вспоминала:  «Татьяна Семёновна говорила, что её народ очень благодарен советскому обществу за переход от первобытно-общинного строя в социализм, что её соплеменники могут жить в теплых домах, у них есть электричество…». Ерёмина получила известной за рубежом, где о ней, как о первом долганском учёном писала французская газета «Юманите», журналисты которой назвали Ерёмину «президентом Таймыра».
С апреля-мая 1977 по май 1981 года — ассистент, с мая 1981 — старший преподаватель, с май 1982 года по октябрь 1989 года и с 1990 года по июнь 1997 года — доцент кафедры гуманитарных наук (ранее — «Истории партии и философии», «Политической экономии и научного коммунизма», «Общественных наук») Норильского вечернего индустриального института (с 1987 года — завод-втуз при Норильском горно-металлургическом комбинате имени А. П. Завенягина, с 1991 года — Норильский государственный индустриальный институт). 30 октября 1985 года Высшая аттестационная комиссия при Совете Министров СССР присвоила Ерёминой учёное звание доцента по кафедре марксизма-ленинизма.  Доцент кафедры философско-исторических и социально-экономических наук Норильского государственного индустриального института Н. В. Голоженко в 2013 году вспоминала: «До прихода в институт, Татьяна Семеновна занималась административной работой, не имела опыта педагогического, говорила по-русски без акцента, но с трудом. Поэтому к ней сначала присматривались. Хотя была степень кандидата наук, назначили на должность ассистента. Некоторая настороженность у руководства и коллег была связана с национальностью Татьяны Семёновны, предубеждённость по отношению образованности долган. Не сразу оценили работу Татьяны Семёновны, только когда появился опыт». Ректор Норильского вечернего индустриального института А. И. Грушевский в 1982 году в служебной характеристике писал:  «За период работы в институте т. Ерёмина Т. С. прочно освоила курс Истории КПСС, методически грамотно на высоком идейном уровне ведёт семинарские и лекционные занятия. Старательно работает над повышением лекторского мастерства. В 1980 г. успешно окончила институт повышения квалификации при Новосибирском государственном университете. Тов. Ерёмина занимается научной работой… опубликовала ряд научных работ, в числе которых монография «Солнце над Таймыром» … тов. Ерёмина Т. С. участвует в жизни партийной организации города и института. Она лектор общества «Знание», руководитель секции факультета общественных профессий НВИИ». В свою очередь ректор завода-втуза при Норильском горно-металлургическом комбинате имени А. П. Завенягина В. М. Рогинский в 1989 году в служебной характеристике писал: «За период преподавательской работы т. Ерёмина Т. С. Проявила себя квалифицированным специалистом, занятия ведёт на высоком идейном уровне; много внимания уделяет индивидуальной работе со студентами, несколько лет вела секцию «лектор-краевед» факультета общественных профессий. Тов. Ерёмина Т. С. ведёт госбюджетное научное исследование по теме: „Организующая роль партии в развитии северных регионов страны“ (раздел: „Политико-воспитательная работа партийных организаций Таймыра по повышению трудовой активности трудящихся округа“)».
Студенты дали Ерёминой прозвище Синильга, о чём сама она говорила: «Это же красиво: «Они же видят во мне олицетворение Севера». Кандидат философских наук, доцент кафедры философско-исторических и социально-экономических наук Норильского государственного индустриального института С. В. Склянникова в 2013 году вспоминала:  «Татьяна Семёновна никогда не кричала на студентов, старалась найти к каждому индивидуальный подход, на лекциях студенты слушали её, затаив дыхание». Бывший доцент кафедры, пенсионер города Санкт-Петербурга В. И. Драченко  в 2005 году вспоминал:  «Татьяна Семеновна, как коренная долганка, трудолюбива, терпелива, наблюдательна, внимательна, дружелюбна. Поэтому с неё легко и интересно. Когда говоришь – она слушает. Для нас, россиян, это не свойственно. Могу сказать, что Татьяна Семёновна потому и мудрая, что способна слушать и вникать в суть разговора. Поэтому её мудрость исходит не только из книг, но и из самой жизни. Эти свойства дают возможность Татьяне Семёновне сказать нужное слово, дать точную характеристику человеку, правильно оценить обстановку, ситуацию. Когда речь идёт о науке – её выводы глубоки. Но её слушают и хорошо понимают и „простые люди“».
В 2002 году выступила в качестве одного из организаторов конкурса-семинара «Таймырские чтения» ежегодно проходящего в Норильском индустриальном институте и в настоящее время ставшего международным; V «Таймырские чтения» прошли в память Ерёминой. О. Н. Хакимулина являющаяся одним из организаторов конкурса-семинара «Таймырские чтения» и автором курса лекций «Культура, традиции и обряды коренных народов Таймыра» в Норильском индустриальном институте в 2013 году по этому поводу отметила: «Однажды, это уже когда я серьёзно заинтересовалась коренными народами, Татьяна Семёновна предложила посмотреть документы по восстанию 1932 года на Таймыре. Эти документы заставили задуматься над тем, что на самом деле происходило тогда в таймырской тундре. Интересно, что наши беседы о коренных народах сначала касались главным образом политических и социальных проблем, причем в основном современных. Это были злободневные темы, как правило, вызывавшие сильные эмоции. Надо сказать, что никогда я не замечала у Татьяны Семёновны конъюнктурного отношения к самым больным проблемам, в том числе и национальным. Не было ни излишнего пафоса, ни критиканства. Иногда проскальзывала грустная нотка и сожаление, что не всегда удавалось делать все, как хотелось бы. А потом все чаще мы стали обращаться к традиционной культуре. Сколько интересного помнила Татьяна Семеновна из повседневного обихода тундровой жизни, как интересно рассказывала о своих впечатлениях о шаманских сеансах… Как хотелось Татьяне Семёновне поехать на конференцию в Канаду. Она шутила, что у капиталистов нет денег, чтобы она, представитель малых народов, попала на конференцию, посвящённую малым народам. Это было еще в 90-е годы. А в 2002 году мы придумали и стали проводить свою конференцию – «Таймырские чтения». Здесь нам пригодились и знания Татьяны Семёновны, и её искреннее желание быть полезной своему народу в таком начинании, как наши чтения. Одни из чтений были посвящены её памяти. Это тоже не случайно. К ней как ни к кому другому подходят слова Ван Гога: «„Не верь, что мёртвые мертвы. Покуда в жизни есть живые, и те, кто умер, будут жить“».

## Награды
- Орден «Трудового Красного Знамени»[1]
- Медаль «За доблестный труд. В ознаменование 100-летия со дня рождения В. И. Ленина» (1970)[1]
- Медаль «Ветеран труда»[1]
- Звание «Почётный гражданин Таймыра» (1994)[1][2]

## Научные труды

### Монографии
- Ерёмина Т. С. Солнце над Таймыром: из истории партийного, советского, хозяйственного и культурного строительства Таймырского национального округа. – Красноярск: Красноярское книжное издательство, 1975. – 111 с.: илл.;

### Статьи
- Ерёмина Т. С. Предисловие // Ярче северного сияния / предисл. Т. С. Ерёмина ; ред. В. Г. Балицкий [и др.]. - Красноярск: Красноярское книжное издательство, 1976. — 367 c., [16] л. ил. : фот. — (Большая судьба малых народов). 15000 экз.